# Černý ostrov
Černý ostrov (francouzsky L'Île Noire) je sedmý díl komiksové série Tintinova dobrodružství, napsaných a ilustrovaných belgickým spisovatelem a ilustrátorem Hergém.

## Vydání a jiné verze
Černý ostrov byl poprvé vydán jako černobílý komiks v časopise "Le Petit Vingtiéme" v roce 1930, zanedlouho byl vydán v černobílém albu. Další dvě verze byly vydány v letech 1943 a 1966.
V České republice album vydal Albatros, v roce 2006.

## Děj
Když jde Tintin na procházku po belgické krajině, uvidí nouzově přistávající neregistrované letadlo, a když se jim vydá a pomoc, je jimi postřelen. Tintin se zotavuje v nemocnici, ale je informován detektivy Kadlecem a Tkadlecem, že podobné letadlo spadlo na pole v Sussexu; Tintin se rozhodne situaci prošetřit.
Tintin jede vlakem z Bruselu na pobřeží, kde má přestoupit na trajekt z Ostendu do Doveru. Během cesty je údajně omráčen a okraden Tintinův spolucestující (v skutečnosti šéf penězokazeckého gangu, který se potřebuje Tintina zbavit) a Kadlec a Tkadlec Tintina zatýkají, ale ten unikne a spoutá jim ruce dohromady.
Po příjezdu do Anglie je Tintin unesen stejnými lidmi, kteří na něj uvalili podezření ve vlaku. Ti ho dovezou na útes a chtějí, aby z něj Tintin skočil, avšak je zachráněn Filutou, který proti nim poštve pasoucí se kozu.
Dostane na stopu Dr. J. W. Mullerovi, zjistí, že je společně s šoférem Ivanem členem penězokazeckého gangu, jenž vede zločinec Wronzoff, „oběť“ z vlaku.
Tintin je pronásleduje letadlem, avšak v hustě mlze je ztratí a tvrdě přistane na zem. Tam se ho ujme přátelský zemědělec, který mu dává skotskou sukni k nošení. Při večeři se dozví, že letadlo se zločinci havarovalo u Kiltochu a že jsou mrtví, avšak Tintin se rozhodne situaci prošetřit a druhý den se vydá pěšky do Kiltochu. Tam se dozví podivné historky o Černém ostrově a jeho netvoru zabíjejícím lidi; přesto nedbá varování a na ostrov se vypraví. Koupí si loďku a pádluje k ostrovu. Zde je téměř zabit gorilou zvanou Ranko.
Tintin objeví, že ostrov slouží jako úkryt bandy padělatelů v čele s Wronzoffem a Mullerem, rádiem volá policii o pomoc. Po rychlé akci, při níž Tintin zlomí Rankovi ramenní kost, jsou zločinci zatčeni a Tintin se vrací na pevninu do Kiltochu, kde je obklopen reportéry a fotografy – ale jen na chvíli, neboť se objeví Ranko a všechny vyděsí.
Gang je uvězněn a nyní dobrosrdečný a poslušný Ranko je darován zoologické zahradě v Glasgow.

## Zajímavosti
Protože byl Černý ostrov poprvé publikován v roce 1937, odráží se v něm mnoho znaků tehdejších populárních filmů, jako například 39 stupňů (1935) Alfreda Hitchcocka – nevinný muž na útěku před policií sleduje zločince nebo King Kong (1933) – gorila Ranko. V knize jsou také zobrazeny fenomény tehdejší doby – penězokazectví, televizor a pravidelná vysílání BBC.
Když měl Černý ostrov vyjít ve Spojeném království, anglické nakladatelství sestavilo seznam cca 130 nesrovnalostí a pochybení. Hergé tedy na základě nákresů svého spolupracovníka Boba de Moora, který se vypravil do Anglie a Skotska, překreslil.